# Saint-Christophe, Vienne
Saint-Christophe là một xã, tọa lạc ở tỉnh Vienne trong vùng Nouvelle-Aquitaine, Pháp. Xã này có diện tích 15,2 km², dân số năm 2006 là 341 người. Xã nằm ở khu vực có độ cao trung bình 85 m trên mực nước biển.

## Biến động dân số
| Năm | 1962 | 1968 | 1975 | 1982 | 1990 | 1999 | 2006 |
| --- | ---- | ---- | ---- | ---- | ---- | ---- | ---- |
| Dân số | 333  | 368  | 363  | 311  | 276  | 303  | 341  |
| From the year 1962 on: No double counting—residents of multiple communes (e.g. students and military personnel) are counted only once. |      |      |      |      |      |      |      |